# 2030
Het jaar 2030 is een jaartal in de 21e eeuw volgens de christelijke jaartelling. 

## Gebeurtenissen
- 25 november - Totale zonsverduistering tussen Namibië en Australië.

## Sport
- Het Wereldkampioenschap voetbal wordt gespeeld in Spanje, Portugal en Marokko.